# Liszt Ádám
Liszt Ádám (Adamus List) (Nemesvölgy, 1776. december 16. – Boulogne-sur-Mer, 1827. augusztus 28.) Liszt Ferenc zeneszerző-zongoraművész édesapja.

## Családi háttér
Liszt György Ádám és Katharina Baumann második gyermekeként Nemesvölgyben (ma Edelstal, Ausztria) született, a Magyar Királyságban, az osztrák határhoz közeli faluban. Családja dunai sváb származású volt. A Liszt családnak német, szláv és magyar ősei voltak. Márcon, Nagymartonban és Malackán, a Magyar Királyságban éltek.
György Esterházy II. Miklós herceg szolgálatában állt, és fiával, Ádámmal mindketten magyar állampolgárok voltak. A család többnyire Magyarország német ajkú részein élt, ezért magyar nyelvtudásuk csak kezdetleges volt. Ferenc az 1870-es években megpróbálta elsajátítani hazája nyelvét, de nagyszerű nyelvérzéke ellenére sem tudott folyékonyan beszélni.
Ádám ifjúkorában „List” vezetéknevét a magyar kiejtés szerinti „Liszt”-re változtatta. Életében nem a magyar, hanem latin volt a soknemzetiségű Magyar Királyság közigazgatási nyelve, innen ered a latinos „Adamus” név is. Fia, Ferenc nagy sikere után az apja, György is az 1820-as években a Liszt vezetéknevet kezdte használni. Más családtagok is alkalmazták ezt a formát, pl. Ádám testvére, Eduard, Franz von Liszt apja.

## Fiatalkori zenei karrierje
Tinédzserként az Esterházy család nyári zenekarában csellózott Joseph Haydn vezényletével. Amatőr zongorista is volt, orgonált és hegedült, valamint kórusban énekelt. Bátyja, Eduard és egyik nővére, Barbara is nagy zenei tehetségről tettek tanúbizonyságot, csakúgy, mint édesapjuk, György, aki orgonistaként dolgozott, zongorázott és hegedült, de a zenei oktatásra a családon kívül kevés anyagi forrás jutott. A Pozsonyi Királyi Főgimnáziumban (Archigymnasium Regium Posoniense, ma Gamča, Szlovákia) letett érettségije után belépett a Ferences rendbe, de két évvel később, kérelmére, 1797-ben felmentették. Mindig szoros kapcsolatot ápolt a renddel, valószínűleg ez adta az ihletet, hogy fiát Ferencnek nevezze el.

## Felnőttkori munkája
Liszt kísérlete, hogy a Pozsonyi Egyetem filozófia szakos hallgatójaként továbbtanuljon, anyagi okok miatt az első évben véget ért. Állást kellett keresnie, és 1798-ban a fraknóváraljai Esterházy-uradalom jegyzője lett. Két év után Kapuvárra került, ahol hiányzott neki Kismarton zenei hangulata. Zeneszerzésbe kezdett, és a hercegnek ajánlotta, hogy visszakerüljön Sopron vármegye nyugati részébe. Csak 1805-ben sikerült végre elhelyezkednie a kismartoni udvarnál, ahol boldog évei voltak. Szabadidejében csellózott a Johann Nepomuk Hummel, Haydn utódja által vezetett zenekarban, és számos olyan zenésszel dolgozhatott együtt, akik Kismartonba érkeztek fellépni, köztük Luigi Cherubinivel és Ludwig van Beethovennel. Ez a boldog időszak véget ért, amikor Lisztet 1809-ben a doborjáni Esterházy-birtokra helyezték át, a mintegy 50 000-es juhállomány felügyelőjeként. A Kismartontól alig 30 kilométerre fekvő Doborján meglehetősen provinciális hely volt.

## Házassága
Amikor Liszt 1810 nyarán meglátogatta apját Nagymartonban, találkozott Anna Lagerrel, aki nem sokkal azelőtt költözött Bécsből Nagymartonba. Házasságukra a lóki plébánián került sor 1811. január 11-én.
A pár egyetlen gyermeke, Liszt Ferenc 1811. október 22-én született. Liszt édesapja, György 1812-ben ugyan azt írta Esterházy hercegnek, hogy Ádámnak még három gyermeke van, de erről nincs más dokumentum, így valószínűtlennek tűnik.

## Liszt Ferenc felnevelése
Doborjáni házában Liszt Ádám kamarakoncerteket rendezett. Amikor Ferenc ötéves volt, és zenei zsenialitása megmutatkozott, apja zenei múltját is követve Ádám elkezdte tanítani a zenére. Amikor hírneve nőtt, arisztokraták támogathatták a fiatal Ferenc magánoktatását Bécsben. Ádám a fia közelében maradt bécsi és párizsi utazásai során, ahol 1823-ban letelepedtek. A cél az volt, hogy Ferenc a híres Conservatoire de Paris-ban tanuljon, de Cherubini azt mondta nekik, hogy külföldieket nem vesznek fel. Liszt jóval e nem szándékos szatíra (hiszen Cherubini maga is külföldi, itáliai volt) után mindig megvetette a konzervatóriumokat és termékeiket. Így tovább tanította fiát, szigorú ütemtervvel, Johann Sebastian Bach és más zeneszerzők zongoraműveinek játszatásával, fúgák átültetésével és egyéb napi technikafejlesztő gyakorlatokkal. Miután lemondott az Esterházyak szolgálatáról, ideje nagy részét fia karrierjének irányítójaként töltötte, Európa számos országában turnéztak. Ferenc eléggé terhesnek találta apja felügyeletét. Lehet, hogy ő lett a fő kenyérkereső az óraadás és a koncertezés révén, pedig Ádám ügyes üzletszerző volt. Lehetséges, hogy az apa azokat a lehetőségeket kívánta fiának, amelyeket az Esterházyaknál végzett szolgálata megakadályozott számára. Paër (zeneszerzés), Antonio Salieri (éneklés) és főleg Carl Czerny (zongora) leckéket biztosított számára. Zenészkorából ismerte Czernyt, aki lehetővé tette fia találkozását Beethovennel, és úgy tűnik, ő vette rá mesterét, hogy menjen el egy koncertre, ahol a fiatalember játszott. A siket mester elismerése jeléül homlokon csókolta az ifjút.
Ferencet megviselte apja halála, és egy időre kolostorba vonult. Édesanyja, Anna Lager Párizsba ment, hogy vigyázzon rá, ahol az 1860-as években bekövetkezett haláláig maradt. Hamarosan ismert előadóművész és tanár lett, aki 1830-ban Párizsba érkezve bevezethette Chopint a zenei világba.
Az idősebb Liszt volt a legnagyobb hatással fia korai éveiben, tanárként és menedzserként egyaránt. Ferenc teljes zenei érettségét édesapja halála után érte el, amikor olyan zeneszerzők műveit hallgatta, mint Mendelssohn, Schubert és Schumacher. Apja halála utáni előadásmódjára nagy hatással a negyvenéves Niccolò Paganinivel való találkozása volt. Bár mindig tisztelte apja emlékét, akit a francia szennylapok a csodagyerek kizsákmányolásával vádoltak, de soha nem kereste fel boulogne-sur-meri sírját.

## Halála
Liszt Ádám 1827-ben halt meg Boulogne-sur-Merben, életének 51. évében, amikor Ferenc 15 éves volt. Ők ketten egy menedékközpontban szálltak meg, ahol Ferenc az orvos utasítására pihent; az apa azonban tífuszban meghalt, és ott is temették el. Ferenc temetési darabot komponált apja gyászszertartására.

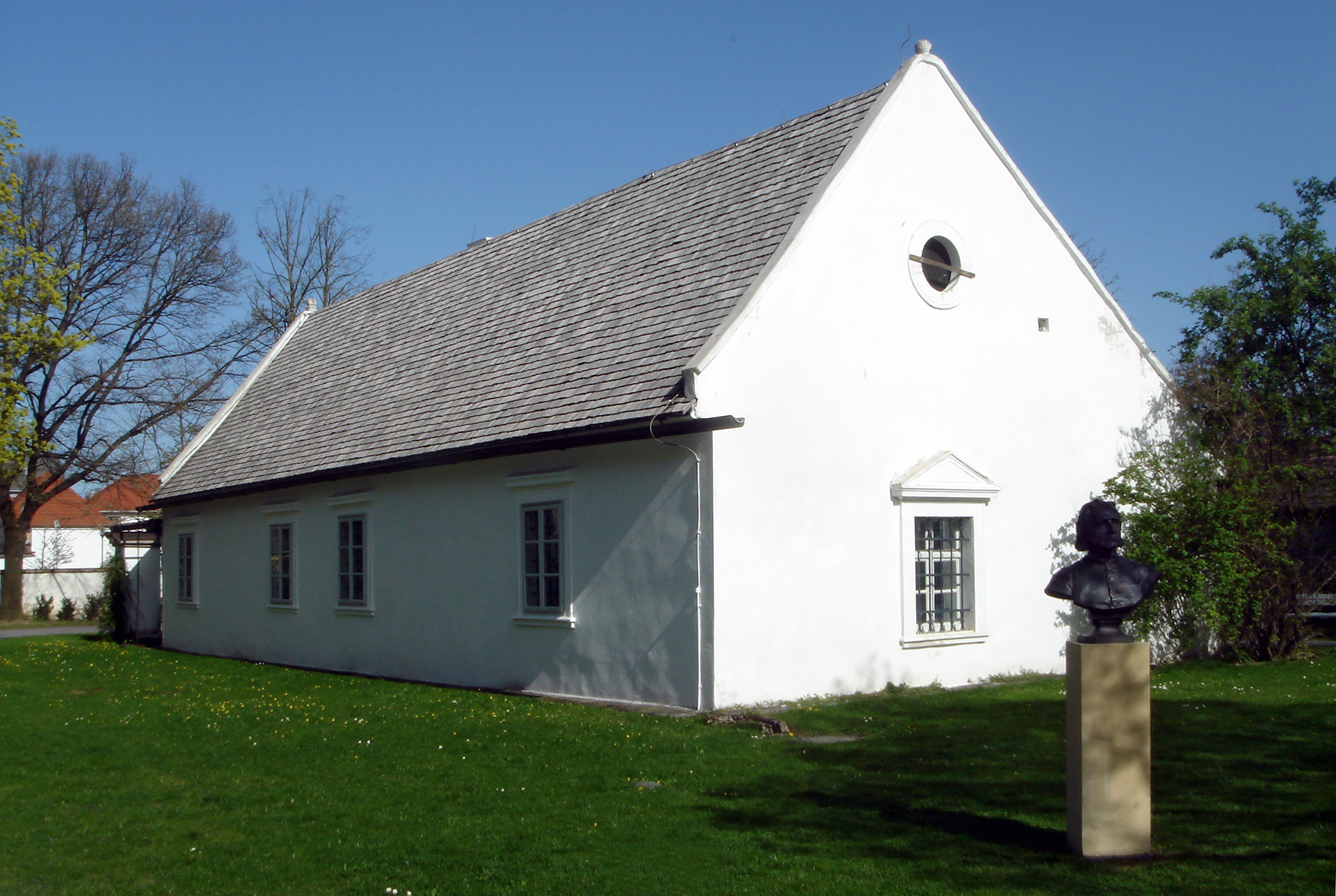
Liszt Ferenc szülőháza Doborjánban
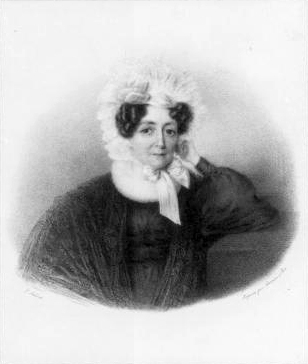
Maria Anna Lager portréja, Julius Ludwig Sebbers, 1826–1837

## Fordítás
- Ez a szócikk részben vagy egészben  az   Adam Liszt című angol Wikipédia-szócikk ezen változatának fordításán alapul.  Az eredeti cikk szerkesztőit annak laptörténete sorolja fel. Ez a jelzés csupán a megfogalmazás eredetét és a szerzői jogokat jelzi, nem szolgál a cikkben szereplő információk forrásmegjelöléseként.